# Lebam (Washington)
Lebam  est une census-designated place américaine de l'État de Washington dans le comté de Pacific. 
La population était de 160 habitants en 2010.